# Tóc Tiên
Nguyễn Thị Tóc Tiên, född 13 maj 1989, mer känd under artistnamnet Tóc Tiên, är en vietnamesisk sångare. År 2009 flyttade hon till USA för att studera, och började medverka regelbundet i Paris By Night, en utrikesbaserad vietnamesiskspråkig varietéföreställning. 2015 återvände Tóc Tiên till Vietnam och gjorde comeback med "Vũ Điệu Cồng Chiêng", en låt som kommit att bli hennes signaturlåt.

## Biografi
Tóc Tiên kommer från en välbärgad familj. Hon har två yngre bröder och hade smeknamnet Ti inom familjen. Hennes mamma är en före detta balettdansare. Från första till femte klass hade Tóc Tiên högst betyg i sin klass. När hon var 16 år vann hon en skönhetstävling sponsrad av Fujifilm.
Hon studerade vid Le Hong Phong High School, en av landets främsta skolor, men hennes betyg tog stryk av det hårda skolschemat och sånglektionerna.
År 2009 flyttade hon till Kalifornien för att påbörja studier vid Pasadena City College. Hon byttse sedan skola till CSU Long Beach. Från början studerade hon biologi, men bytte senare till kommunikation. 
Vietnam News Agency beskriver Toc Tien som "välkänd bland tonåringar" i Vietnam. VNExpress har kallat henne "sångerska som studenterna älskar." I och med skivsläppet av albumet My Turn 2011, bytte hon sin image till en vuxnare och mer sensuell.

### Comeback i Vietnam
2015 gjorde Toc Tien en comeback i Vietnam. Hon tävlade i den TV-sända sångtävlingen "The Remix" Under den här tiden började hon arbeta tillsammans med producenten Touliver, som remixade hennes låt "Ngày mai". Efter att hon uppträtt i programmet med remixen, blev den en hit. Remixen innehåller 2 dans-delar under vilka ljudet av en gong tydligt hörs, vilket fick låten att bli känd bland folk i Vietnam som "Gongdansen" (Vũ Điệu Cồng Chiêng) snarare än dess originaltitel. Hajpen över framträdandet satte igång en trend av vietnamesiska ungdomar som lade upp egeninspelade videor av dansen på YouTube. Det rapporterades senare i vietnamesisk press att en Khmer (språk)khmer-sjungande sångare hade kopierat dansen under ett TV-framträdande. När musikvideon till Vũ Điệu Cồng Chiêng släpptes i maj spreds den som en löpeld  över Vietnam, där den i januari hade 2016 haft 11 miljoner visningar. Videon visades i thailändsk TV i ett reportage om den snabba utvecklingen som är på gång inom vietnamesiska popmusiken.

### "T" Minialbum
I januari 2016 bekräftade Toc Tien ett kommande mini-album, kallat "T", med 4 nya spår.  Hon släppte även en musikvideo till albumsingeln "Big Girls Don't Cry", i vilken handlingen har ett tema av svek och mord i en japansk-inspirerad miljö. I musikvideon syns bland andra Nyle Dimarco, vinnaren av den sista säsongen av America's Next Top Model, liksom finalisten från samma säsong, Mamé Adjei. Minialbumet innehåller också den tidigare osläppta promosingeln "The Beat of Celebration" (med Justatee och Big Daddy).

## Filmografi
I december 2015 gjorde Toc Tien filmdebut i actionkomedin "Già Gân, Mỹ Nhân và Găng Tơ", där hon spelar med den i Vietnam välkände komikern Hoài Linh.